# Amblève

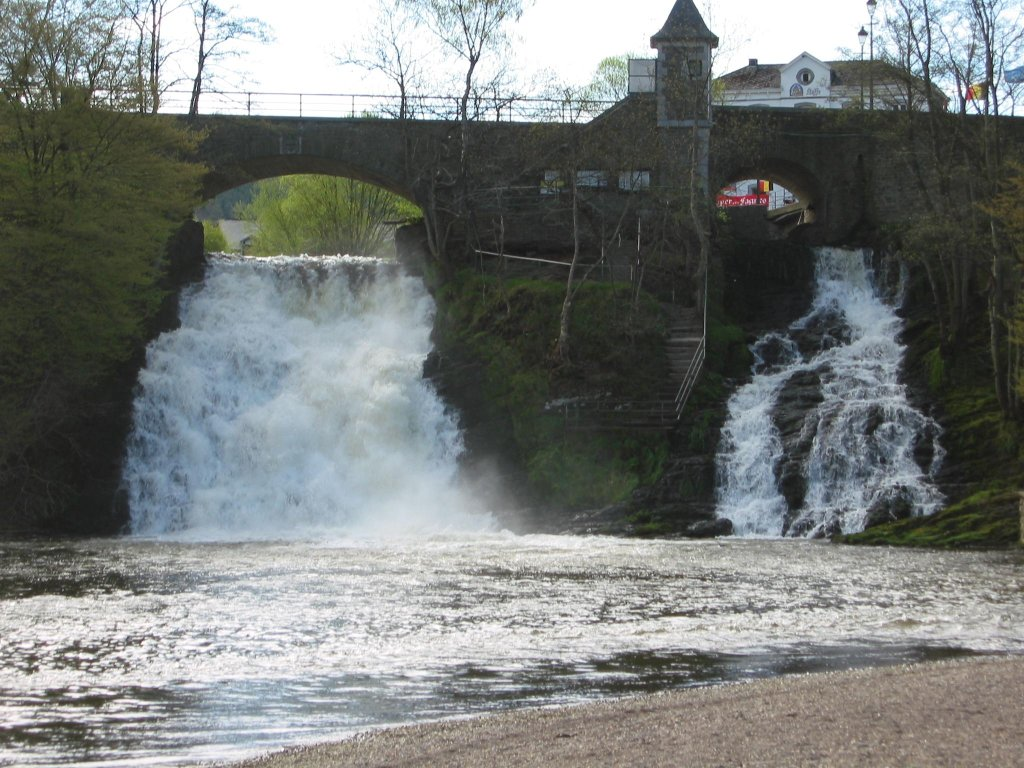
Vodopád Cascade de Coo

Amblève (německy Amel, valonsky Ambleve) je ardenská řeka v belgické provincii Lutych a pravostranný přítok řeky Ourthe.

## Číselné údaje
Amblève je 93 km dlouhá a její povodí má rozlohu 1080 km².
Průměrný sklon je 5,4 ‰ a průměrný roční průtok za rok 1975 činí 13,0 m³/s.

## Průběh toku
Pramení u Büllingenu v oblasti Hautes Fagnes v nadmořské výšce přibližně 600 m.
Protéká městem Stavelot a v obci Comblain-au-Pont se vlévá do řeky Ourthe.
Mezi její přítoky patří Warche, Eau Rouge, Salm, Roannay, Lienne, Ninglinspo a Rubicon.
Ve vesnici Coo mezi Trois-Ponts a Stoumontem vznikl odříznutím meandru vodopád Cascade de Coo, který je s výškou 15 m největší v Belgii. Odříznutý meandr se využívá jako dolní nádrž pro přečerpávací vodní elektrárnu.